# ドリーミーワームホール事典
『ドリーミーワームホール事典』(ドリーミーワームホールじてん)は、スムルースの2枚目のスタジオ・アルバム。

## 収録曲
全作詞作曲:徳田憲治、編曲:スムルース&石田ショーキチ (#1-4,6-9,11-14)、スムルース&藤井丈司 (#5,10)
1. ダイビング深海魚 (5:10)
2. ゴールデンクイズ (3:12)
3. コームテンワイフ (0:19)
4. ボクチャーハン (4:08)
5. 冬色ガール (Neo Winter Remix) (6:03)
3rdシングルのアルバム・バージョン。
6. 沈黙の花言葉 (4:38)
4thシングル。
7. LIFE イズ 人生+ (5:22)
5thシングルのアルバム・バージョン。
8. 想いは雨待ち夜空に消えていく (2:09)
9. 誰がために詩歌う (4:07)
10. ラブラブの花 (Fragrance Mix) (4:23)
3rdシングルのカップリング曲のアルバム・バージョン。
11. ダイサクセン大作戦 (4:10)
12. 心を鳴らせ (5:55)
13. 無念無想2 (0:26)
14. 万葉の夜に (4:58)